# Vasile Suciu
Vasile Suciu (n. 13 ianuarie 1873, Copăcel, comitatul Făgăraș, azi în județul Brașov – d. 25 ianuarie 1935, Blaj) a fost al treisprezecelea întâistătător al Bisericii Române Unite cu Roma, arhiepiscop de Alba Iulia și Făgăraș între 1920-1935, membru de onoare al Academiei Române.

## Studiile
Primele studii și le-a făcut în satul natal, Copăcel, iar liceul la Blaj. A fost unul dintre elevii excepționali ai Liceului din Blaj. S-a remarcat la matematici, rezolva ecuații mental, cu ușurință. Președintele comisiei examenului de maturitate (bacalaureat), delegat al ministerului maghiar al învățământului, care era profesor la Universitatea Tehnică din Budapesta, observând ușurința cu care rezolva cele mai dificile probleme, i-a propus tânărului Vasile Suciu să urmeze studiile superioare la facultatea de inginerie din Budapesta, oferindu-i și o bursă de studii.
Însă Vasile Suciu a optat pentru chemarea preoției. Astfel a fost trimis la Roma, unde și-a continuat studiile teologice la Colegiul „De Propaganda Fide”. Acolo a obținut titlul de doctor în filosofie (1894) și în teologie (1898). A fost un elev și student eminent.

## Cleric și om politic
După anii de studii la Roma, tânărul teolog Vasile Suciu, doctor în filosofie și teologie, îl întâlnim în calitate de profesor la Seminariul teologic din Blaj, prefect de studii, profesor de religie la liceul de băieți, precum și bibliotecar al Bibliotecii arhidiecezane.
A fost membru al Partidului Național Român din Ungaria și Transilvania, de partea căruia a obținut succese în circumscripția Vințu de Jos, din actualul județ Alba.
În anul 1912, când era deja canonic, a fost trimis la Roma, de către mitropolitul Victor Mihali de Apșa, unde a rămas 3 săptămâni. Acolo a înaintat din partea Bisericii Române Unite cu Roma un memoriu de protest și a insistat pe lângă dicasteriile de la Vatican contra înființării Episcopiei Greco-Catolice Maghiare de Hajdúdorog.
În luna ianuarie a anului 1918, după decesul mitropolitului Victor Mihaly de Apșa, canonicul dr. Vasile Suciu a fost ales vicar general capitular. Deși avea importanta și de mare răspundere funcție de girant al Arhiepiscopiei Române Unite de Alba Iulia și Făgăraș, dr. Vasile Suciu, cu toate riscurile care puteau apărea, a primit funcția de președinte al Consiliului Național Român de la Blaj și a luat jurământul tuturor subalternilor săi, în Catedrala Sfânta Treime din Blaj. Aceasta se întâmpla în perioada când soarta războiului nu era încă decisă și armatele de ocupație germane se aflau încă, la București, iar guvernul român se afla tot la Iași, în pribegie.
Generalul român Constantin Prezan a trimis la Blaj primul avion al Marelui Cartier Român, întrucât acolo se afla cel mai sigur loc de aterizare din Transilvania, sub apărarea gărzii naționale române, al cărui comandant spiritual era vicarul general capitular dr. Vasile Suciu. 
Consiliul Național Român, prezidat de Ștefan Cicio-Pop, a decis să convoace adunarea de la Alba Iulia, la 1 decembrie 1918.
La 27 noiembrie 1918 Vasile Suciu a dat Circulara pastorală nr. 5742, prin care anunța prăbușirea Imperiului Austro-Ungar, subliniind dreptul popoarelor la autodeterminare, urmând principiile președintelui Statelor Unite ale Americii, Woodrow Wilson. În circulara citată, Vasile Suciu dă poruncă preoților și credincioșilor: „Faceți-vă Sfaturile voastre naționale române în fiecare comună românească și faceți-vă gărzile voastre naționale române supuse nemijlocit Sfatului Național Român comunal. Cu ajutorul acestora păziți rânduiala [...] prin aceasta ordon tuturor, fraților preoți, ca în toate slujbele bisericești și dumnezeiești să fie pomenit Sfatul Național Român” . În castelul mitropolitan de la Blaj, „s-au conturat pentru întâia dată proporțiile și hotărârile Adunării Naționale de la Alba Iulia [...] în sfatul de canonici și ofițeri ai regelui românesc”, pentru înfăptuirea Unirii Ardealului cu Patria Mamă.
În calitate de membru al Consiliului Național Român Central, a participat activ la Marea Adunare Națională de la Alba Iulia, de la 1 Decembrie 1918, care a adoptat hotărârea unirii Transilvaniei cu România.
„Unirea”, publicație a Mitropoliei Române Unite cu Roma, care apărea în vremea respectivă sub directa conducere a lui Vasile Suciu.
În anul 1919 mitropolitul Suciu a fost ales membru de onoare al Academiei Române.

## Mitropolitul Vasile Suciu
Sinodul electoral mitropolitan, ținut la data de 9 mai 1918, la Blaj, l-a desemnat, pe primul loc pe Vasile Suciu, pe locul al doilea aflându-se tânărul episcop al Gherlei, Iuliu Hossu, viitorul prim cardinal român (in pectore) al Bisericii Universale. Însă guvernul de la Budapesta s-a opus numirii lui Vasile Suciu, cunoscându-se atitudinea sa de nesupunere la ordinele autorităților chezaro-crăiești. De aceea, numirea și confirmarea sa în funcția de mitropolit al al Bisericii Române Unite cu Roma va fi amânată pentru vremuri mai prielnice.

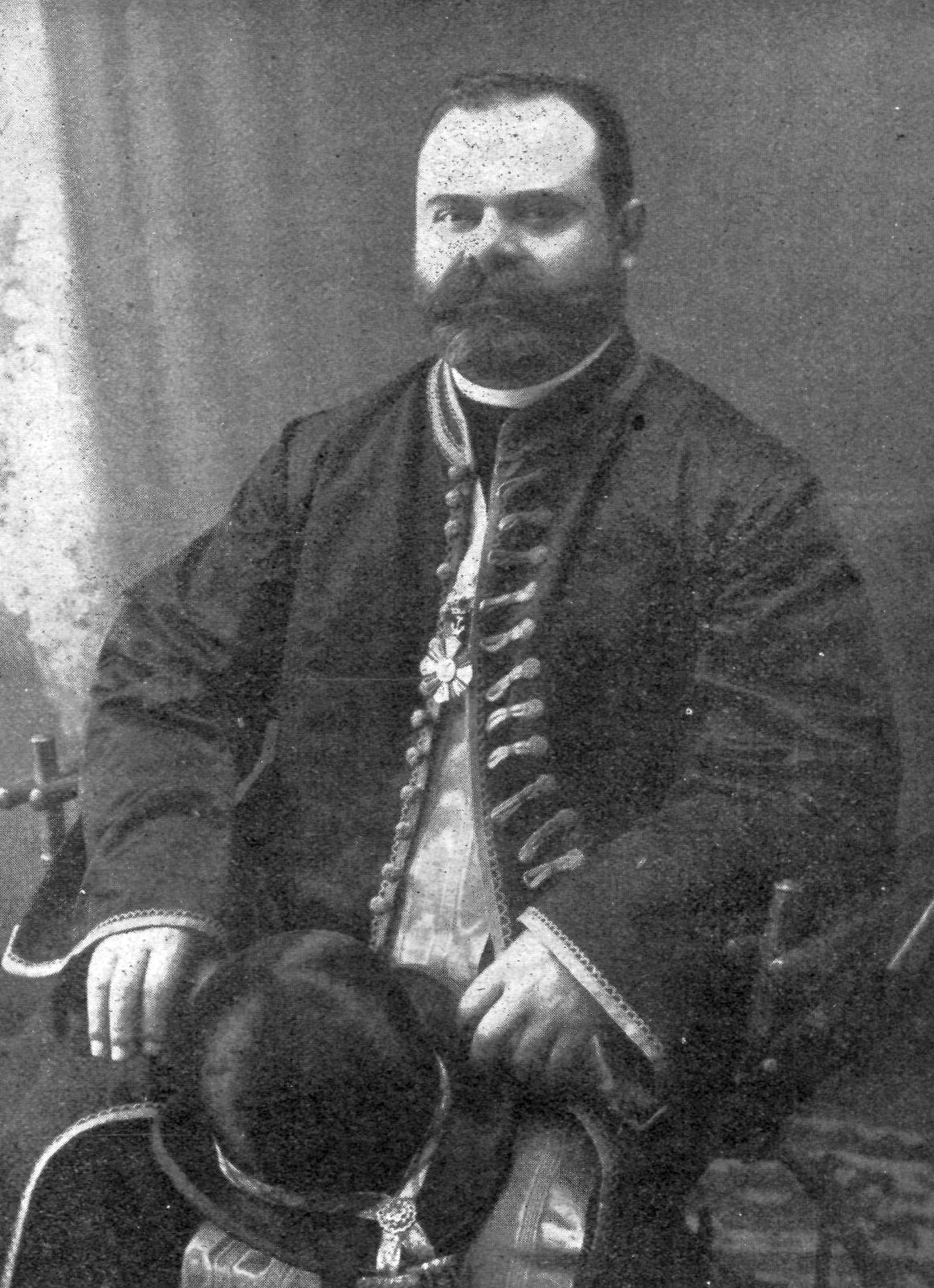
Vasile Suciu

La 1 ianuarie 1920 Vasile Suciu a fost hirotonit arhiereu și instalat în scaunul de Arhiepiscop de Alba Iulia și Făgăraș și Mitropolit al Bisericii Române Unite cu Roma, devenind astfel primul mitropolit român unit învestit de regele României Mari, Ferdinand I, în fața căruia a depus jurământul de credință. În cuvântul său, pronunțat cu acest prilej, în fața regelui românilor, Ferdinand I, mitropolitul Vasile Suciu i-a raportat acestuia că porunca dată de la București primului episcop al Bisericii Române Unite, Atanasie Anghel, de către patriarhul ortodox Dositei al Ierusalimului de a săvârși slujbe bisericești doar în limba „elinească sau slovinească” a fost încălcată, nu a fost ținută, iar în Biserica Română Unită s-a slujit doar în limba română.

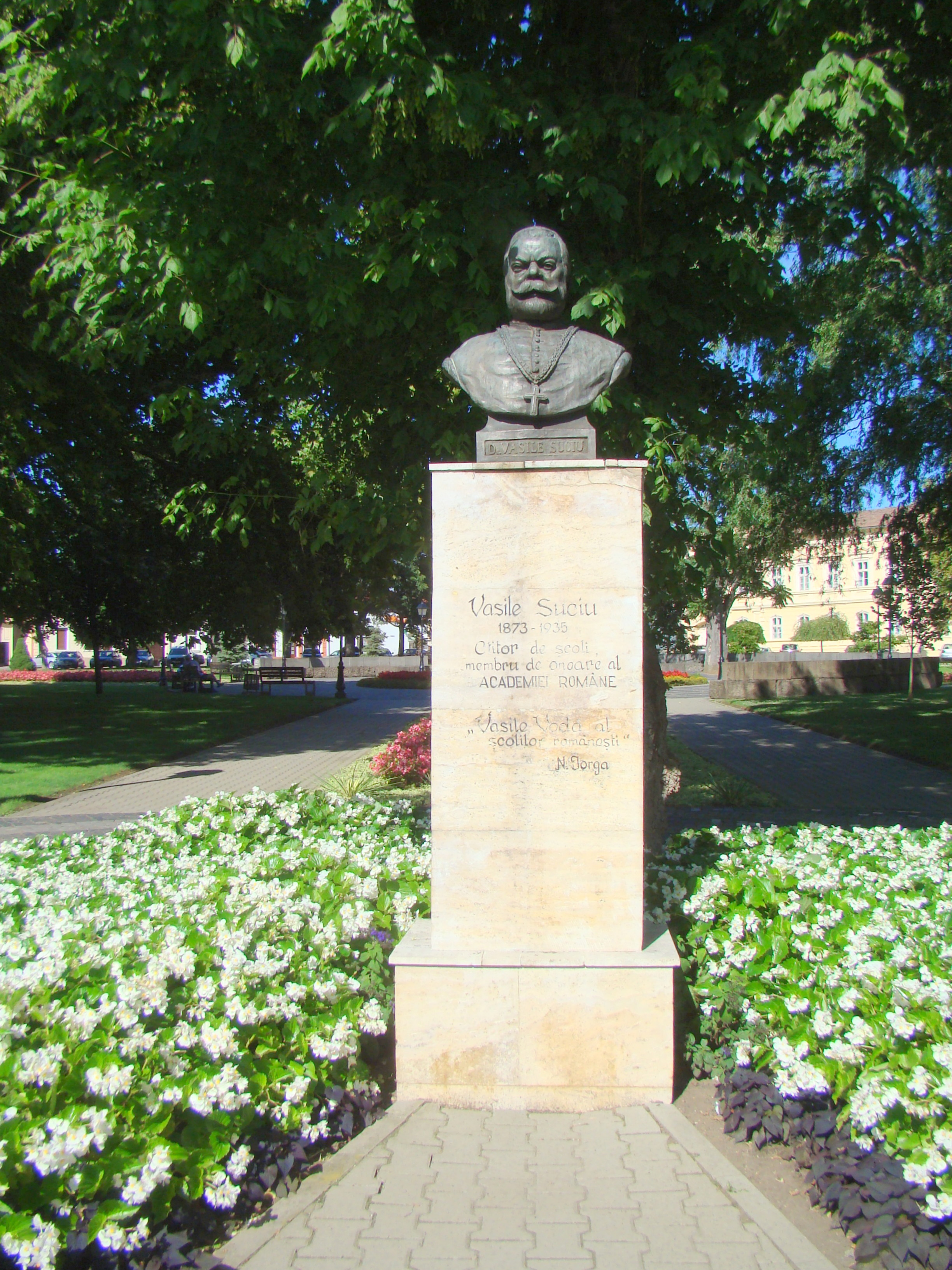
Bustul lui Vasile Suciu din Blaj

Pentru întreținerea și educarea orfanilor de război, mitropolitul Vasile Suciu a înființat Congregația Surorilor Maicii Domnului, care a deschis la Blaj un orfelinat înzestrat de Mitropolie cu atelierele necesare. Cu ajutorul papei, precum și cu donații ale foștilor elevi ai școlilor blăjene, a construit, la Blaj, Institutul Recunoștinței, care cuprindea liceu teoretic, școală normală de învățătoare, școală comercială superioară de fete, școală de aplicație, școală de menaj. Institutul era menit să ofere instrucție și educație fetelor, în vederea însușirii de către acestea a unei profesii în învățământ, în comerț, precum și în familie. Încredințează educația fetelor Surorilor Congregației „Maicii Domnului”, pe care o înființase, la Blaj, la 2 februarie 1921, (prima congregație de surori din Biserica Română Unită cu Roma). Această congregație îi va sprijini, material și spiritual, pe cei umili, pe bolnavi, pe orfani. „De atunci, în timpuri bune și mai puțin bune, tinere fete s-au înrolat în această armată smerită și disciplinată precum Maica Domnului, pentru slujirea lui Isus în semenii lor.". 
Mitropolitul Vasile Suciu a făcut toate acestea în scopul refacerii vieții morale în rândul poporului român, având speranța că aceste eleve, prin educație, vor deveni, mâine, adevărate soții și mame creștine.
A trimis o parte din dintre surorile călugărițe din Blaj, la Cluj și le-a dat posibilitatea acestora să se ocupe, de educația moral-creștină a studentelor cazate într-un cămin studențesc. Această operă a fost continuată de episcopul Iuliu Hossu, după mutarea sediului episcopiei române unite de Gherla la Cluj, în 1930.
A lărgit seminariul teologic, iar cu ajutorul papei Pius al XII-lea a ridicat edificiul Școlii Normale de Băieți, precum și clădirea Liceului Comercial de Băieți din Blaj. 
Mitropolitul Vasile Suciu urmărea crearea unei clase mijlocii românești, bazate pe morala creștină. De aceea mitropolitul Vasile Suciu poate fi numit al treilea ctitor al Blajului.
Mitropolitul Vasile Suciu a intervenit pe lângă Sfântul Scaun și a obținut Biserica Minoriților din Cluj, inclusiv clădirea și terenul adiacent, pentru Episcopia de Cluj-Gherla. În acest perimetru a fost ridicată Academia Teologică Unită din Cluj (în imobilul retrocedat către BRU funcționează în prezent Academia de Muzică Gheorghe Dima).
La Roma a sfințit piatra fundamentală a Colegiului „Pio Romeno”, unde vor fi trimiși tinerii studenți, iar cu prilejul împlinirii a 175 de la întemeierea școlilor Blajului, a sfințit Palatul Cultural din Blaj.
În timpul arhipăstoriei sale, la 10 mai 1927, a fost încheiat Concordatul cu Sfântul Scaun, care a fost ratificat la 7 iulie 1929, în timpul guvernului condus de Iuliu Maniu.
Mitropolitul Vasile Suciu, om de mare cultură și mare teolog, a participat la diferite congrese internaționale teologice. În anul 1929 a înființat AGRU (Asociația Generală a Românilor Uniți), iar în anul 1930 a reușit să obțină înființarea Episcopiei Române Unite a Maramureșului.
Anual, la Blaj, erau organizate pentru preoți reculegeri, exercițiile spirituale devenind obligatorii. Aceste exerciții spirituale aveau loc în Catedrala „Sfânta Treime”, la care erau aduși cei mai buni oratori din Provincia Mitropolitană. „După una din serii, ținută de canonicul Octavian Domide de la Gherla, mitropolitul a dispus ca meditațiile să fie adunate și publicate în volum. Așa a apărut „Știința mântuirii de veci”, cu douăzeci de meditații în 275 de pagini, în tipografia Seminariului din Blaj în anul 1928.” 
Mitropolitul era îngrijorat de situația românilor secuizați, lucru care i-a produs nenumărate zile și nopți de zbucium.
În viața particulară, Mitropolitul Vasile Suciu a fost de o modestie simplă și austeră. Nu avea decât un singur slujitor în întregul castel mitropolitan.

## Sfârșitul vieții Mitropolitului Vasile Suciu
Sănătatea mitropolitului Vasile Suciu s-a șubrezit, suferea de ateroscleroză și de diabet. A fost nevoit să suporte o operație chirurgicală grea, de amputare a piciorului stâng. Însă trăia o viață sufletească deosebit de echilibrată, ca urmare a unei desăvârșite convingeri  religioase. „Rar suflet atât de împăcat cu sine și cu hotărârile Providenței”.
A continuat să muncească până la moarte, care a survenit la 25 ianuarie 1935.

## Concluzii – referințe despre Mitropolitul Vasile Suciu ale unor contemporani și urmași
- Bunul său prieten, Nicolae Iorga, marele istoric român, l-a numit pe Mitropolitul Vasile Suciu „dacul cu cap ilustru”[4] și „Vasile Vodă”[4].  Tot Nicolae Iorga l-a numit „O figură de sfânt și de ostaș”[5].
- Nicolae Iorga: „În loc de a se striga nepolitic, antinațional și fără recunoștință contra Bisericii blăjene, mai bine am lua învățătură de la dânsa”[6].
- Ioan Bianu, fost elev al școlilor Blajului, și mai târziu președinte al Academiei Române, privind de pe vârful unui deal spre ansamblul noilor palate școlare  din Blaj a exclamat: „Da, da, omul acesta fără picior de colo, din chilia de schimnic al vechiului castel princiar, a făcut adevărate minuni.”
- „Viața lui, realizările spirituale, ca și zidirile pompoase, toate caracterizează o epocă eroică de 15 ani pe tronul arhipăstoresc al lui Ioan Inocențiu Micu Clain”.[7].
- Autor al Teologiei Dogmatice Fundamentale și Speciale, ctitor al noilor instituții de învățământ din „Mica Romă”, apărător al neamului prin toate mijloacele care îi stăteau la îndemână, întemeietor al Congregației Maicii Domnului, mitropolitul Vasile Suciu constituie figura unui „sfânt și ostaș”, după cum îl numea Nicolae Iorga. „Este primul Mitropolit al Bisericii noastre din România Mare. La începutul anului 1918, fiind vicar general capitular, a primit președinția Consiliului Național Român, luând jurământul membrilor acestui Consiliu aici, în Catedrală”, apoi „ocrotind și coordonând întrunirile sfatului de canonici și ofițeri ai regelui românesc” pentru realizarea actului de la Alba Iulia, prin Unirea Ardealului cu Patria Mamă.[2]
- A fost considerat, prin realizările sale, drept cel de-al treilea fondator al instituțiilor Blajului, după episcopul Ioan Inocențiu Micu-Klein și mitropolitul Ioan Vancea[6].

## Scrieri
- Hipnotism și spiritism, Studiu critico-teologic, Blaj, 1906, 198 p.
- Teologia Dogmatică fundamentală, 2 vol., Blaj, 1907 (vol.I. "Apologetica creștină", VI + 387 p.; vol. II. "Tradițiunea și Biserica", 402 p.; ed. a II-a, Blaj, 1927, 516 + 522 p.)
- Teologia Dogmatică  specială, 2 vol., Blaj, 1908 (vol.I, "Dumnezeu unul. Sfânta Treime.  Dumnezeu Creatorul. Întruparea Domnului.  Grația", 606 p., vol. II. "Sacramentele în general. Sacramentele în special.  Eshatologia", 604 p., ed. a II-a, Blaj, 1927, 631 + 700 p.)
- Sacramentele în general. Sacramentele în special. Eshatologia. 604 p., (ed. a II-a, Blaj, 1927, 631 + 700 p.),
- Raporturi dintre religie, știință și societate, Blaj, 1910, 80 p.
- Studii și articole, pastorale, cuvântări etc., mai ales în periodicele bisericești de la Blaj.

## Cinstirea mitropolitului Vasile Suciu
- În parcul din fața Catedralei „Sfânta Treime” din Blaj a fost așezat un bust al mitropolitului Vasile Suciu.
- O stradă din Blaj îi poartă numele: Strada Dr. Vasile Suciu.